# Leopardhaj
Leopardhaj (Triakis semifasciata) är en hajart som beskrevs av Girard 1855. Leopardhaj ingår i släktet Triakis och familjen hundhajar. IUCN kategoriserar arten globalt som livskraftig. Inga underarter finns listade i Catalogue of Life.
Artens grundfärg på ryggen varierar mellan brun och silvergrå. På ryggens grundfärg förekommer breda tvärband och några fläckar som är mörkare eller svarta. Dessutom finns en linje av mörka fläckar på varje kroppssida. Undersidan är ljusare. Varje tand har två eller tre spetsar varav en är tydlig längre. Leopardhajen har ungefär 25 tänder per sida i överkäken och cirka 19 tänder per sida i underkäken.
Den längsta leopardhaj som man har hittat var cirka 210 cm lång och det tyngsta exemplaret hade e vikt av 18,4 kg.
Leopardhajen lever i Stilla havet väster om Nordamerika samt i Californiaviken. Arten når ett djup av 90 meter. Den föredrar mjuka och grunda bottnar och den besöker ibland klippor samt kelpskogar. Individerna är aktivare under natten.
Honor lägger inga ägg utan förder 7 till 36 ungar per år. Dräktigheten varar 10 till 12 månader och nyfödda ungar är 17 till 28 cm långa. Honor blir könsmoga efter 10 till 15 år vid en längd av 105 till 135 cm. För hannar infaller könsmognaden efter 7 till 13 år när de är 100 till 105 cm långa. Den maximala livslängden är cirka 25 år.
Leopardhajens föda är fisk, bläckfisk, kräftdjur och andra ryggradslösa djur.